# وایت ریور، انتاریو
وایت ریور، انتاریو (به انگلیسی: White River, Ontario) یک منطقهٔ مسکونی در کانادا است که در بخش الگوما واقع شده‌است. وایت ریور ۶۰۷ نفر جمعیت دارد.

## نگارخانه

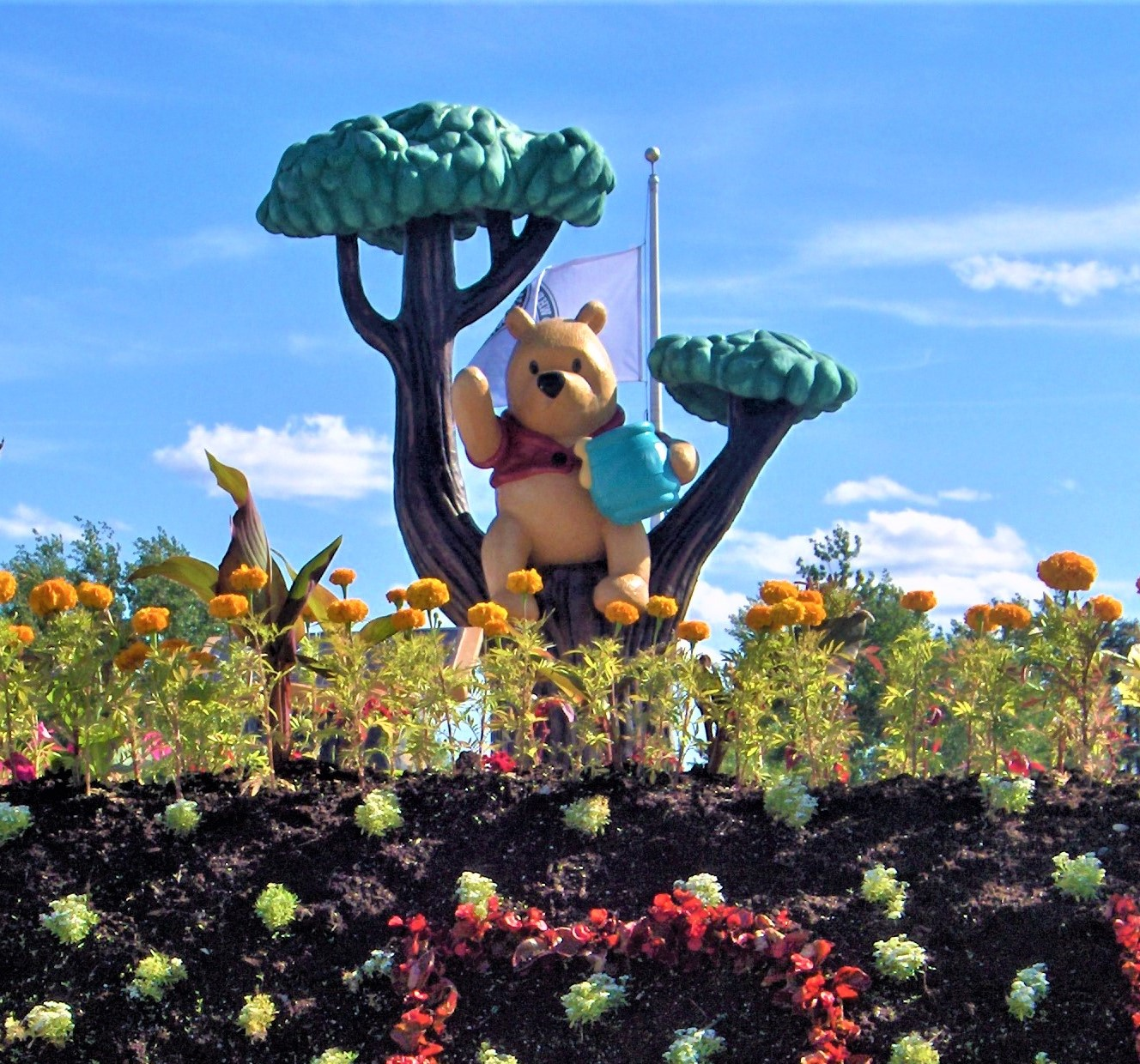
وایت ریور زادگاه وینی د پو